# Congrès de la rue du Tribunal
Le congrès de la rue du Tribunal est le deuxième congrès du Néo-Destour après celui de Ksar Hellal. Il est organisé du 30 octobre au 2 novembre 1937 à Tunis et marque le « durcissement » de la ligne politique du parti.
En juin 1937, la chute du gouvernement de Léon Blum marque l'échec des négociations avec la France sur l'émancipation de la Tunisie. C'est dans ce contexte qu'éclatent les divergences entre modérés — dirigés par Mahmoud El Materi — et radicaux — menés par Habib Bourguiba — déjà apparus lors de l'internement des leaders à Bordj le Bœuf, à la suite de la répression de 1934. De même, Bourguiba, qui bénéficie du soutien des jeunes, désire avoir la mainmise sur le parti dont il est le cofondateur. Le Néo-Destour, qui a connu une large expansion depuis sa fondation, estime devoir tirer une leçon de ce dialogue avorté.
C'est dans ce cadre qu'a lieu le congrès de la rue du Tribunal, qui se solde par la victoire des radicaux, la réduction du rôle des membres fondateurs en faveur de Bourguiba, le retrait du préjugé favorable accordé à la France et le durcissement de la ligne politique du parti illustrés par les événements du 9 avril 1938.

## Contexte

### De la répression au dialogue
Dès 1925, des réformes importantes sont envisagées en Tunisie. Par la suite, de 1934 à 1937, le paysage politique tunisien change radicalement à deux reprises : les méthodes adoptées lors du congrès de Ksar Hellal ne tardent pas à attirer les foudres du résident général de France, Marcel Peyrouton, qui opte pour une politique répressive. Avec la crise économique qui sévit, Peyrouton est conscient que le Néo-Destour ne pourrait que soulever la population, vivant dans de dures conditions, grâce aux nouvelles méthodes de ce parti et à la popularité grandissante dont il bénéficie. C'est dans ce cadre qu'il décide d'interdire tous les journaux de gauche encore publiés, notamment Tunis socialiste et les Français L'Humanité et Le Populaire, le 1er septembre 1934. Le 3 septembre, des rafles sont organisées à l'encontre des dirigeants des principaux partis politiques du pays à savoir les deux Destour et le Parti communiste. C'est dans cette atmosphère que Habib Bourguiba, Mahmoud El Materi et M'hamed Bourguiba sont envoyés en résidence surveillée à Kébili, Ben Gardane et Tataouine. Ils sont vite rejoints par Salah Ben Youssef, Tahar Sfar et Bahri Guiga, face au maintien de l'agitation et déportés à Bordj le Bœuf, le 3 avril. À Tunis, le parti est décapité et toute tentative de réorganisation est éventée. Cependant, l'agitation perdure.
Face à la répression inefficace de Peyrouton et au maintien de la contestation, le gouvernement français le remplace par Armand Guillon, nommé en mars 1936. Celui-ci rejoint la capitale tunisienne le 16 avril, alors que le pays est secoué depuis deux ans par la contestation nationaliste. Guillon favorise le dialogue avec les nationalistes et décide de les libérer, le 23 avril, du camp pour les assigner à résidence surveillée. Ce n'est que le 22 mai que la résidence permet aux opposants de regagner leurs foyers alors que le Front populaire vient tout juste de gagner les élections législatives du 3 mai. Les jeunes détenus maintenant libérés peuvent reprendre leur action nationaliste à laquelle la nomination de Léon Blum à la tête du gouvernement français, le 4 juin profite. Les nationalistes décident de relancer les négociations, malgré les profondes fissures provoquées au sein du Néo-Destour par leur éloignement à Bordj le Bœuf.
Le 10 juin, le conseil national du Néo-Destour se réunit pour établir une nouvelle politique vis-à-vis du gouvernement français. Il se solde par l'élaboration d'une série de revendications jugées minimales dont il attend une satisfaction rapide. À la fin de la réunion, Bourguiba est envoyé à Paris pour exposer la plate-forme de son parti. Ses rencontres avec Pierre Viénot, sous-secrétaire d'État aux Affaires étrangères, sont fructueuses. Cependant, il s'attire les foudres du Rassemblement français de Tunisie,. À son retour, Bourguiba réunit 10 000 militants enthousiastes au parc Gambetta, le 11 septembre. Après leur avoir rendu compte de sa visite, il leur fait part de sa confiance apportée au nouveau résident général qui doit leur permettre de faire évoluer le protectorat vers l'indépendance du pays dans l'orbite de la France. Le gouvernement du Front populaire prêt à entreprendre le dialogue, Bourguiba rédige alors un document qu'il présente à la coalition gouvernementale, début 1937. Le texte est considéré comme une charte du parti nationaliste qui pèse ses mots pour exprimer ses doléances : œuvrant pour l'indépendance, le mouvement préfère l'utilisation du terme « émancipation », jugé plus flou et moins choquant, car même si la gauche française apporte sa sympathie aux nationalistes, elle n'abandonne cependant pas le préjugé colonial. Bourguiba définit des revendications à court terme, notamment la baisse des impôts qui écrasent la population, l'arrêt de la colonisation foncière, la réforme de la fonction publique et de la fiscalité. De même, il négocie le principe de co-souveraineté qui reviendrait aux principes du traité du Bardo.
Mais le mécontentement revoit le jour avec la crise économique qui s'aggrave et la sécheresse persistante, qui ont pour conséquence la famine gagnant principalement le sud du pays. Inquiets de la montée du nationalisme dans ce contexte, les prépondérants alertent alors le résident général sur la dégradation de la situation : « Si des mesures immédiates et énergiques ne sont pas prises, le sang coulera. Je vous en tiendrai pour responsable ». Pour tenter de calmer les esprits et rassurer les Français, Pierre Viénot se déplace à Tunis en février 1937. Le 1er mars, face aux attentes des deux communautés, il rassure ses compatriotes en déclarant que « l'installation de la France en pays de protectorat a un caractère définitif et aucun Français ne peut envisager la fin d'une participation directe de la France au gouvernement de ce pays », ce qui ne l'empêche pas de leur lancer que « certains intérêts privés des Français de Tunisie ne se confondent pas nécessairement avec l'intérêt de la France. Celle-ci n'a charge de leur défense que dans la mesure où ils ne sont pas en opposition avec les intérêts généraux de la Tunisie ». Les Tunisiens retiennent surtout de son discours sa volonté de les associer à la gestion du pays et à la vie publique tout en encourageant leur embauche dans l'administration et en développant l'instruction. Le discours est bien accueilli par le Néo-Destour. Bourguiba va même jusqu'à proclamer que « l'union indissoluble entre la France et la Tunisie constitue la base de toutes les revendications du Néo-Destour » pendant qu'El Materi écrit que « la population tunisienne dans sa totalité est prête à apporter sa collaboration à la mise en pratique de la politique nouvelle ». En revanche, le discours est mal accueilli en France où une campagne d'agitation contre le gouvernement du Front populaire se déclenche. En Tunisie, les grands patrons d'entreprises capitalistes s'opposent aux lois sociales adoptées en France, en guise de réponse à cette politique libératrice.

### Ascension de Bourguiba à la tête du parti

#### Divergences et désaccords: entre modérés et radicaux
Lors de leur éloignement à Bordj le Bœuf, deux tendances, qui ne cesseront de se combattre jusqu'à la tenue du congrès, naissent. En effet, face aux manœuvres de Peyrouton afin d'amadouer les leaders, la tendance représentée par El Materi est favorable au dialogue alors que celle représentée par Bourguiba n'est pas prête aux concessions et désire poursuivre l'action. C'est dans ce cadre, qu'intervient la visite du général Azan, en avril 1935. Ce dernier leur propose d'écrire une lettre où ils reconnaissent leur abandon des méthodes adoptées en 1934. Tous y sont favorables, sauf Bourguiba qui estime qu'écrire aux autorités françaises démoraliserait ce qui leur reste de troupes. Il ne signe qu'avec la garantie d'un procès-verbal l'acquittant de toute responsabilité. Cependant, la lettre n'aboutit à rien et on leur signifie la prolongation de leur détention.
Aussitôt, les prisonniers adressent une lettre au résident général où ils affirment : « Nous n'avons aucunement l'intention après notre retour dans nos foyers de faire ou de provoquer la moindre agitation ». Dans la lettre, quatre des dirigeants nationalistes (El Materi, Sfar, Guiga et Ben Youssef), se résigneraient à être exilés loin de la Tunisie, comme la rumeur en avait couru, si leur sacrifice pouvait décider la France à libérer les autres. Bourguiba, qui ne figure pas parmi les quatre candidats à l'exil, s'empresse de signer la lettre. Plusieurs hypothèses ont été lancées quant à sa décision, la principale étant le monopole qu'il aurait à lui seul sur le parti si ses compagnons sont exilés. Ainsi, il envoie clandestinement un compte rendu de la réunion du 15 avril aux partisans du Néo-Destour à Tunis où il paraît comme étant le seul résistant à l'arbitraire colonial.

C'est dans une lettre qu'il adresse à Hédi Nouira que Bourguiba résume le conflit des deux tendances : 
« Oui, le grand mouvement de masse [Le Néo-Destour] qui porte en lui la libération de notre patrie subit actuellement une crise de croissance extrêmement dangereuse. Il est à un tournant décisif. Deux tendances le déchirent. Et le Président [Mahmoud El Materi] qui devait incarner l'unité du parti, concilier les deux tendances, penche du côté de l'une d'elles [la tendance modérée]. Il contribue ainsi à creuser davantage le fossé entre deux éléments, aussi nécessaires l'un que l'autre qui forment la masse du parti. »

#### Confrontation avec le Destour
En 1936, c'est dans un contexte de tensions sociales et politiques qu'on apprend le retour du cheikh Abdelaziz Thâalbi qui jouit d'une renommée internationale et représente une figure emblématique du mouvement national. Pour le Destour, qui dispose toujours d'un vaste réseau de cellules enracinées dans le pays et d'une influence considérable, le retour de Thâalbi pourrait lui permettre de redorer son blason et faire face aux jeunes rivaux modernistes. Pour le Néo-Destour, le cheikh nationaliste pourrait, s'il se rallie à eux, leur procurer une légitimité qui leur manque. Ainsi, le 5 juillet 1937, ils organisent un accueil grandiose pour le vieux leader qui arrive au port de Tunis où l'attend une foule innombrable rassemblée par le Néo-Destour, qui espère bien le rallier en lui montrant la puissance de son organisation. Mais Thâalbi ne paraît pas séduit par la capacité de mobilisation du Néo-Destour et manifeste son intention de réunifier les deux Destour sous sa houlette. Pour Bourguiba il n'y a qu'une seule alternative : Thâalbi doit soit rallier leur cause et condamner le Destour, soit perdre son poids politique, car la renommée du cheikh fait de l'ombre à la montée de Bourguiba.

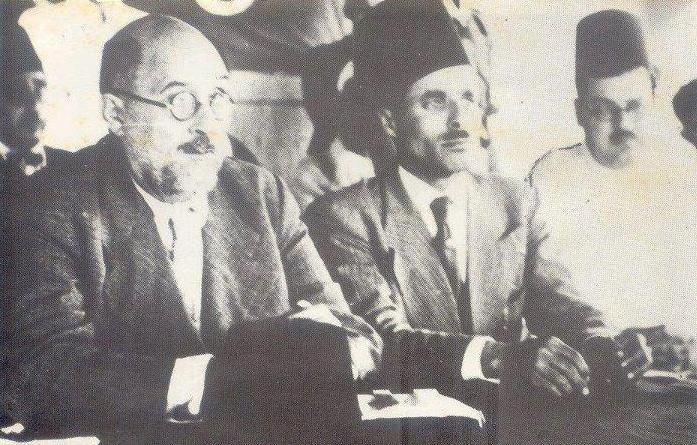
Abdelaziz Thaâlbi, Habib Bourguiba et Tahar Sfar.

À la grande déception des dirigeants du Néo-Destour, il est clair que Thâalbi se sent plus proche des membres du parti qu'il a fondé que des modernistes proches du peuple. Sa popularité est intacte et ses premières tournées dans le cap Bon sont triomphales. Mais sa priorité est de réaliser la réunification des deux mouvements et il multiplie, à cette fin, les réunions entre les nationalistes pour régler tous les différends. Le 3 août 1937, un comité présidé par Thâalbi est élu comprenant Tahar Sfar et Slimane Ben Slimane pour le Néo-Destour, Ali Bouhageb et Salah Farhat pour le Destour qui aura pour tâche de réaliser l'unité d'action. L'enthousiasme est de courte durée : bien que présent à la réunion, Bourguiba déclare deux jours plus tard que rien n'est fait et réclame la convocation d'un congrès qui élirait les dirigeants. Face à l'opposition du chef, les signataires néo-destouriens du comité reviennent sur leur parole et, le 11 août, c'est dans les colonnes de L'Action tunisienne que Bourguiba donne son sentiment sur les négociations en cours : 
« C'est avec une certaine émotion que nos sections de Tunis et de l'intérieur ont appris la nouvelle de la réunion purement privée, qui mardi dernier a mis en contact dans la demeure du Cheikh Thâalbi, les membres du bureau politique et certains de nos anciens camarades du « Vieux Destour ». Cette émotion n'a pas sa raison d'être. Aucune surprise n'est à craindre. Rien ne se fera sans l'assentiment et le consentement des sections. Il s'agit là d'une nouvelle tentative — après tant d'autres, hélas ! — faite cette fois sous les auspices et sur l'insistance du Cheikh Thâalbi en vue de réunir en un faisceau unique toutes les énergies qui œuvrent sincèrement pour le salut de la patrie. Cette union se fera — si jamais elle doit se faire — dans la clarté, loin de toute équivoque… ou elle ne se fera pas. »
Devant son échec à rallier sous son autorité le vieux leader, Bourguiba décide de le marginaliser. Ordre est donné de le discréditer : on répand le bruit qu'il est « acheté » par le résident général et qu'il a tenté de corrompre Bourguiba. Les membres du Destour sont traités de « traîtres à la solde du protectorat ». Afin de tester sa popularité, Thâalbi entame une tournée dans le pays en commençant par le cap Bon dès le 27 août. L'accueil est triomphal lors des premiers meetings mais, dans ceux qui suivent, Thâalbi est hué, traité de « dictateur », « traître » et « vendu à l'Angleterre, vendu au résident ». Pourtant, il ne s'avoue pas vaincu et fait appel aux militants de Mateur, restés fidèles au Destour. Bourguiba, voulant à tout prix dominer la scène politique, envoie ses militants saboter les meetings de Thâalbi. Militants du Destour et du Néo-Destour s'affrontent le 25 septembre à Mateur, où on relève un mort et quatorze blessés graves. Les affrontements se poursuivent dans d'autres meetings et l'adversaire, pris de peur, renonce au travail sur le terrain et préfère diffuser ses idées dans son journal Al Irada. Le divorce est consommé entre les deux partis. Par peur des attaques, les destouriens renoncent aux réunions publiques. Il ne leur reste plus que la presse pour répondre à leurs adversaires. Thâalbi traite dans Al Irada les dirigeants néo-destouriens de « voyous et d'aventuriers irresponsables ». Dans le même journal, Moncef Mestiri s'en prend à Bourguiba et à « ces méthodes fascistes qui rappellent celles de notre voisin italien [Benito Mussolini]. Tout cela n'augure rien de bon pour l'avenir ». Malgré cela, Bourguiba réussit à s'imposer comme le seul leader du mouvement nationaliste et rejette définitivement le nationalisme panarabe et anti-occidental.

#### Réorganisation du parti par Bourguiba
Au sein du Néo-Destour, certains dirigeants sont effrayés par les méthodes employées par le secrétaire général et s'opposent à l'intimidation. Néanmoins, Bourguiba trouve du soutien au sein des jeunes responsables du parti et prône l'efficacité, ce qui lui permet de diriger le parti et de définir ses moyens d'action. Si sa popularité est au plus haut, le parti de Bourguiba est également craint. Il met rapidement sur place une véritable organisation du parti, crée une jeunesse destourienne dont l'encadrement et les mots d'ordre révèlent la profonde influence du « fascisme mussolinien » sur un certain nombre de ses leaders et met en place des militants prêts à tout et bien disciplinés. Mettant le parti sous son joug, il cherche à ne faire du mouvement tunisien qu'une seule voix, la sienne. Déjà, il se démarque des autres membres fondateurs par sa fermeté lors de l'internement de Bordj le Bœuf mais aussi par l'impact de ses discours sur les masses.
Toutefois, il garde une figure de modération quant à ses relations avec la France, bien que la situation semble difficile avec la chute du gouvernement Blum, le 22 juin 1937. À Tunis, la politique de la résidence a changé : les réunions publiques sont interdites le 4 juillet. De même, le remplacement de Pierre Viénot par Albert Sarraut ne facilite pas les choses. Le climat politique change, ce qui impatiente les jeunes partisans de Bourguiba (Ben Slimane, Mongi Slim, Hédi Nouira, Bahi Ladgham, etc.) voulant passer à l'action mais ravit les autres leaders du parti (Guiga, Sfar, El Materi, etc.) qui favorisent le dialogue. Bourguiba hésite entre les deux mouvances car il a besoin du soutien des jeunes du parti pour asseoir sa domination sur le Néo-Destour, où le bureau politique est encore entre les mains des membres fondateurs, toujours aussi influents. Bien qu'il garde le silence lors des réunions du bureau politique où il est minoritaire, il s'entretient constamment avec les jeunes militants et les nouveaux adhérents auxquels il véhicule ses idées. Néanmoins, il apaise les tensions des jeunes, estimant qu'un affrontement avec la France n'aurait que de mauvaises conséquences et que le dialogue peut encore être favorisé.

C'est ainsi qu'il s'envole pour Paris, début octobre, pour rencontrer Armand Guillon. Bien qu'une sympathie s'instaure entre les deux hommes, les négociations ne portent pas leurs fruits, et Bourguiba rentre à Tunis sans résultats solides. Il réalise qu'il n'y a plus rien à attendre de la France et déclare dans l'un de ses articles : 
« En Tunisie comme en France, le Front populaire a surtout effrayé les puissances d'argent, sans les mettre hors d'état de nuire. En Tunisie comme en France il a voulu détruire les privilèges avec le consentement, je dirais même avec la permission des privilégiés. Résultat : le Front populaire n'a pas désarmé ses adversaires, mais il a déçu ses amis. »

## Déroulement

### Calendrier
- 30 octobre 1937 : ouverture des travaux du congrès, désignation et travaux des commissions financière et administrative.
- 31 octobre : travaux de la commission de politique générale.
- 1er novembre : séances plénières sur l'organisation interne du parti.
- 2 novembre : vote des motions, élection du bureau politique et du conseil national, clôture des travaux du congrès.

### Désignation et travaux des commissions
Le 30 octobre s'ouvre le congrès avec la désignation et le début des travaux des commissions financière et administrative. Le détail des commissions est le suivant :
- Commission administrative ;
  - Sous-commission des statuts intérieurs ;
  - Sous-commission de propagande ;
  - Sous-commission des jeunesses ;
  - Sous-commission de presse ;
- Commission financière ;
  - Sous-commission de contrôle ;
  - Sous-commission de budget ;
- Commission de politique générale.

Les travaux des deux commissions ne s'achèvent qu'à deux heures du matin. Le lendemain, la commission de politique générale commence ses travaux à 15 heures, pour les achever tard dans la nuit.

### Troisième séance
Le 1er novembre s'ouvre la séance plénière à 10 heures où est discuté le rapport financier élaboré par Hédi Nouira, désigné comme rapporteur. Après discussion des modalités, les rapports du trésorier du parti et des commissions sont adoptés à l'unanimité par les congressistes. Salah Ben Youssef, alors trésorier du parti, prend la parole pour remercier les présents de l'intérêt qu'ils portent pour l'organisation intérieure du parti en déclarant : 
« Le droit de critique et de suggestion appartient à tous les délégués, surtout en cette matière. La division du budget en articles et les méthodes claires et précises qui ont présidé à son élaboration ont permis à votre commission d'exercer un contrôle sérieux. Elle l'a fait en toute indépendance et en toute liberté. »
Par la suite est évoqué le cas de Mohamed Larbi Mathlouthi, président de la section d'Ebba Ksour, exclu par le bureau politique du parti pour mauvaise gestion des finances de sa section et pour indiscipline à l'égard du parti. Après avoir étayé les arguments pour sa défense devant le congrès, il reconnaît ses fautes. Le congrès décide alors à l'unanimité sa suspension du parti pour une année.

### Quatrième séance
À 16 heures, le congrès reprend ses travaux pour discuter du rapport général d'administration intérieure présenté par Salah Choukair. Le rapport de la commission comprend les rapports sur les travaux de chacune des sous-commissions. Après discussions, le congrès charge le bureau politique de l'organisation de la presse du parti, de sa propagande et des statuts à donner aux jeunesses destouriennes. Il passe par la suite à l'attribution des statuts et attributions du bureau politique et du conseil national. De même, il est donné une réglementation aux fédérations nouvellement créées et déterminé le mode d'élection de leurs bureaux.
Quant aux sections, après avoir limité à huit le nombre des membres de leurs bureaux, le congrès fixe leur mode de représentation au congrès. Chacune des commissions doit être présidée par un membre du bureau politique : 
- Commission économique et sociale ;
- Commission de l'enseignement ;
- Commission pour la défense des intérêts des fonctionnaires ;
- Commission de propagande.

### Cinquième séance

#### Vote de la motion sur la politique générale
Le 2 novembre, le congrès reprend ses travaux à 9 heures pour une cinquième séance sous la présidence de Mohamed Brahem de la section de Ksar Hellal. Avant la lecture par le rapporteur des travaux de la commission, le congrès décide à l'unanimité de rendre hommage au bureau politique pour sa « vigilance et son dévouement à la cause nationale », puis tient à approuver, à l'unanimité, la politique suivie depuis 1934 par le bureau politique. Habib Bougatfa fait alors part au congrès des discussions au sein de la commission générale qui a tenu séance pendant treize heures successives. Bien que plusieurs tendances se sont manifestées au sein des commissaires, le congrès approuve le maintien de la politique adoptée en 1934.
On procède, par la suite, aux discussions visant à déterminer la politique et l'attitude à entreprendre à l'égard des négociations avec le troisième gouvernement de Camille Chautemps, qui succède à celui de Léon Blum. Ainsi, l'adoption d'une stratégie est à l'ordre du jour. Le congrès entérine les deux tendances apparues dans le parti au cours des derniers mois. La première, modérée, conduite par Mahmoud El Materi, Tahar Sfar et Bahri Guiga, souhaite poursuivre la collaboration avec la résidence générale et propose de tenir un discours modéré pour éviter la répression. La deuxième, animée par Slimane Ben Slimane, Hédi Nouira, Habib Ben Guefta et Habib Bourguiba, prône une ligne intransigeante ; ils sont prêts à tout pour radicaliser la lutte tout en liant la cause tunisienne aux autres mouvements de libération maghrébins. Ainsi, l'inscription de l'indépendance dans le programme du parti est pour eux une nécessité. Cependant, la ligne de conduite retenue par Bourguiba se situe entre les deux tendances, en approuvant la motion politique d'El Materi tout en intégrant les réserves des radicaux. Le Néo-Destour continue de reconnaître le gouvernement local mais engage une série de mouvements qu'il baptise « lutte sur le plan économique ».

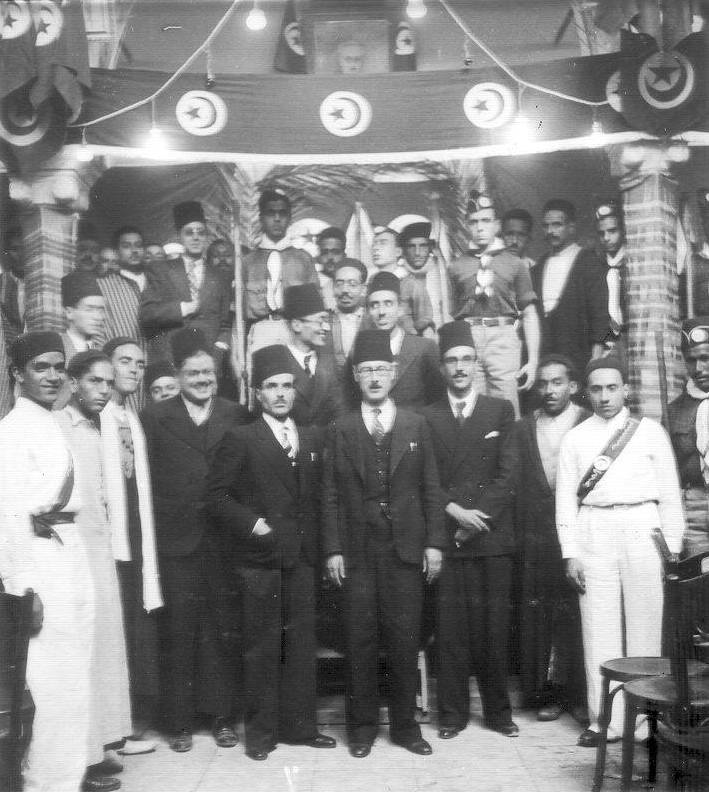
Congrès de la rue du Tribunal en octobre 1937.

Lors de son discours, Bourguiba ménage les uns et les autres. Après avoir réduit l'influence du Destour, il défend avec vigueur la politique d'émancipation progressive qu'il a, dès le départ, préconisé, : 
« Dans mon discours à la séance d'ouverture, j'ai clairement montré que le but que nous voulons atteindre consiste à briser les chaînes qui nous asservissent. Notre idéal c'est la libération de notre pays, quoi qu'en disent certains dénigreurs systématiques. Cet idéal, nous l'avons proclamé dans les hautes sphères gouvernementales, nous l'avons écrit sur nos journaux. Aucune divergence de vue n'existe donc quant à cet idéal. Nous voulons, en effet, faire participer d'une façon effective et par l'intermédiaire de représentants qualifiés le peuple tunisien à la direction de la chose publique. Le peuple tunisien n'est pas libre aujourd'hui, il n'a pas le pouvoir entre ses mains, c'est pourquoi il est toujours lésé dans ses intérêts les plus vitaux. Par notre action inlassable et notre activité quotidienne, nous préparons le peuple à cette libération que nous voulons tous.

Je connais la valeur et la force de notre Parti, les dispositions de ses militants, j'ai été en contact étroit avec le peuple, je sais ce dont il est capable ; aussi, j'ai confiance en lui. Toutefois nous ne devons pas perdre de vue l'ensemble des masses nouvellement rangées sous la bannière de notre Parti. Consolidons nos forces, en nous tenant à la déclaration de 1934 ; ainsi, nous pouvons, sans risque aucun, continuer notre action et la mener à bien. Marchons à pas sûrs, construisons notre édifice sur des bases solides. Ce sont là les conditions du succès, les gages de la réussite de notre mouvement qui tend à l'émancipation totale de notre peuple et à sa libération. Aussi je vous propose cette motion qui, faisant état des expériences passées, reflète bien votre pensée, nous trace en même temps que notre attitude notre programme d'action.

L'indépendance ne se réalisera que selon trois formules : une révolution populaire, violente et généralisée, qui liquidera le protectorat ; une défaite militaire française au cours d'une guerre contre un autre État ; une solution pacifique, à travers des étapes, avec l'aide de la France et sous son égide. Le déséquilibre du rapport des forces entre le peuple tunisien et la France élimine toutes les chances d'une victoire populaire. Une défaite militaire française n'aidera pas l'indépendance parce que nous tomberons dans les griffes d'un nouveau colonialisme. Donc, il ne nous reste que la voie de la délivrance pacifique sous l'égide de la France »
Ainsi, il favorise d'abord le principe de co-souveraineté car cela laisserait une large autonomie à un éventuel pouvoir tunisien. Néanmoins, il prend en compte les idées des jeunes sans lesquels il ne peut avoir le dessus sur ses camarades de la première heure. Les congressistes sont unanimes quant à la reconnaissance des efforts du gouvernement Blum, notamment son ministre responsable, Pierre Viénot, dans les négociations sur la libération progressive du peuple tunisien. Par contre, ils expriment l'échec des négociations avec le gouvernement Chautemps qui pratique une politique répressive tant au Maroc, qu'en Algérie et en Indochine. Le congrès finit par retirer à la France le « préjugé favorable » et donc la confiance dont le parti l'avait créditée depuis près de deux ans. Bourguiba, qui a fait rentrer plusieurs jeunes dans les instances dirigeantes, affermit son autorité et sort vainqueur du débat.

#### Vote des autres motions
Quatre motions sont présentées et votées à l'unanimité : 
- Motion 2 : opposition au tiers colonial ;
- Motion 3 : solidarité envers les dirigeants du mouvement national marocain ;
- Motion 4 : opposition à l'expulsion du camarade El Mokh et pour la suppression des territoires militaires ;
- Motion 5 : protection et défense des huiles et des dattes.

Dans ce cadre, deux télégrammes de solidarité sont rédigés : l'un adressé à Messali Hadj, président du Parti du peuple algérien, en jugement ce jour-là devant le tribunal correctionnel d'Alger ; l'autre au grand mufti de Palestine, Mohammed Amin al-Husseini, mis en résidence surveillée à Beyrouth. 

#### Élection du bureau politique et du conseil national
Après le vote des motions, le président de la séance prononce une allocution déclarant clos les travaux du congrès. On procède alors à l'élection à l'unanimité des votants des membres du bureau oolitique du parti :

Bureau politique élu à l'issue du congrès
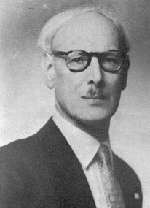
Mahmoud El Materi
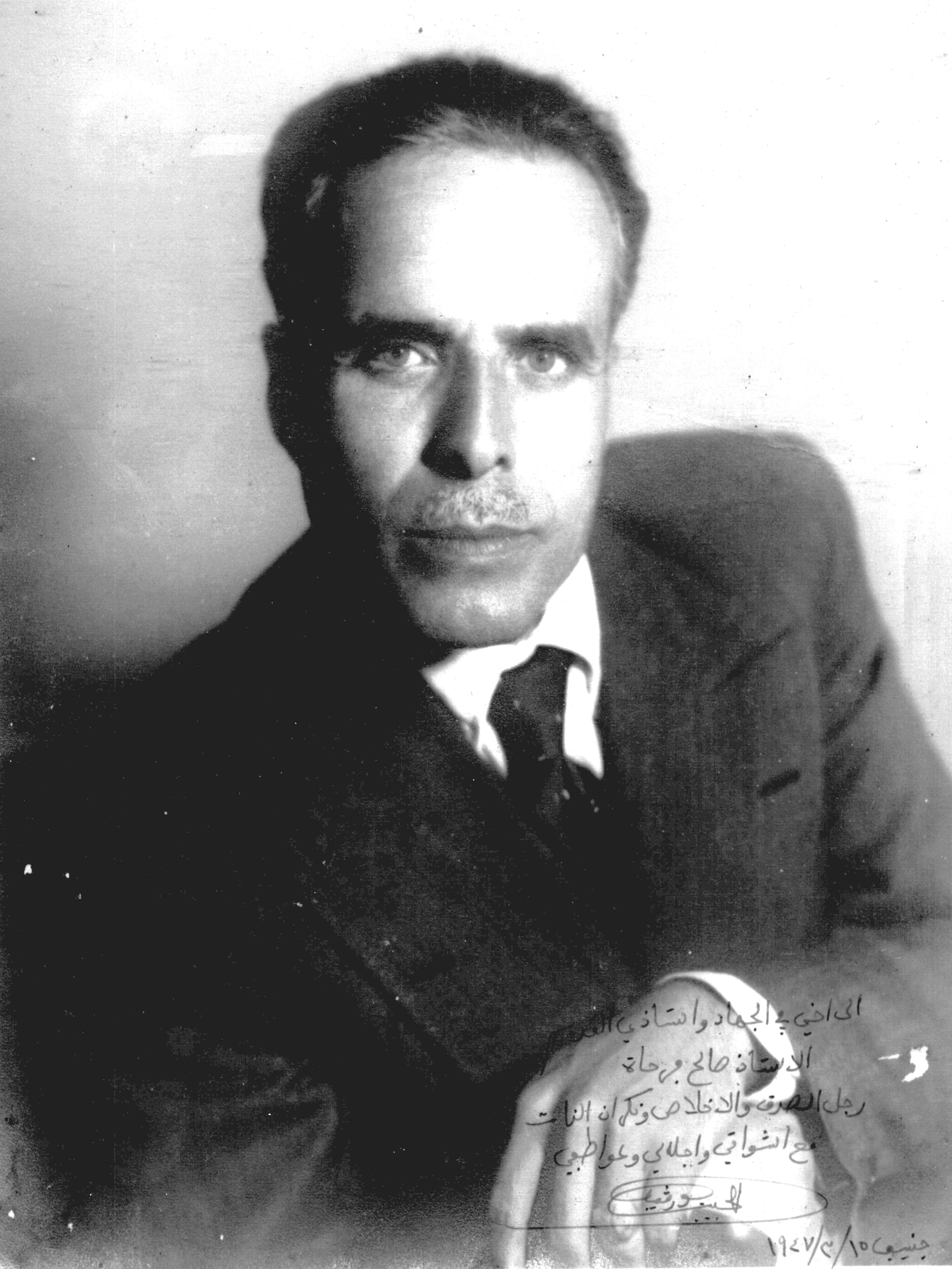
Habib Bourguiba
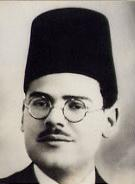
Tahar Sfar
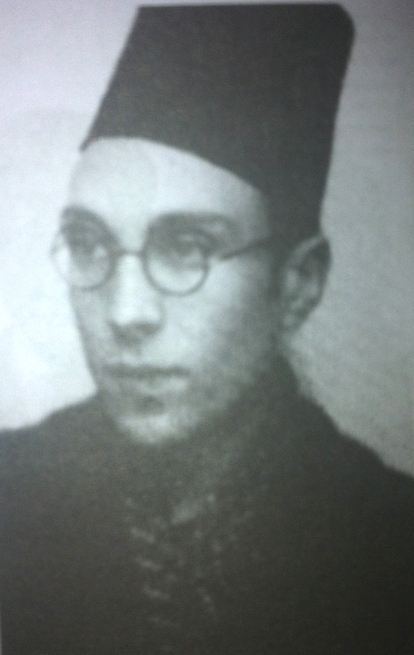
Bahri Guiga
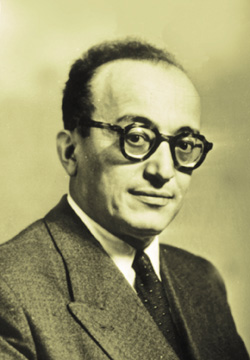
Salah Ben Youssef
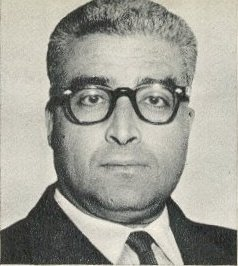
Bahi Ladgham
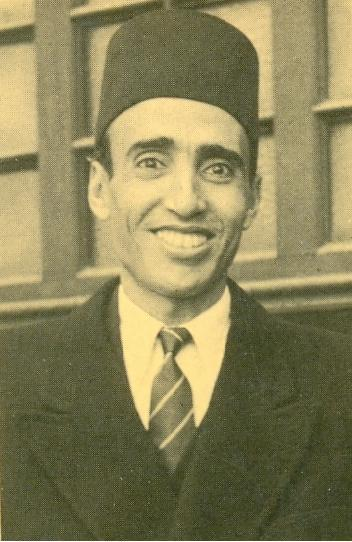
Slimane Ben Slimane

On procède par la suite à l'élection des trente membres du conseil national. Leur nombre se voit augmenter de 19 membres à trente en vue d'une meilleure représentation des régions. Vu le nombre important de candidats, le vote et le dépouillement se prolongent jusque tard dans la soirée. L'élection se termine avec l'entrée de plusieurs jeunes militants, notamment Youssef Rouissi (Jérid), Mongi Slim (Tunis), Hédi Nouira (Monastir) et Hédi Chaker (Sfax).

#### Clôture des travaux
Après l'élection du bureau politique et du conseil national, le président du parti, Mahmoud El Materi, prend la parole pour remercier congressistes et organisateurs puis prononce une courte allocution : 
« Notre Congrès, par sa belle tenue et le sang-froid des congressistes s'est mis au rang des congrès des partis les mieux organisés. Si les discussions ont été parfois animées, elles n'ont jamais revêtu un ton discourtois. Je vous remercie en mon nom personnel, au nom du bureau politique, de votre marque de confiance. Nous travaillerons comme par le passé à la bonne réussite de notre mouvement et nous serons les fidèles exécutants de vos décisions. Et comme cette année, l'année prochaine, dans un congrès aussi bien organisé, dans une atmosphère aussi fraternelle, nous vous rendrons compte de notre mission. »

Par la suite, c'est au tour du secrétaire général, Habib Bourguiba, de prendre la parole : 
« Tous les représentants des sections ont trouvé dans ce congrès une image du Parti, de sa force et de sa vitalité. Les chefs ont pu constater aussi que trois grandes préoccupations dominent les débats : le triomphe de notre cause, la réussite de notre mouvement, l'unité de notre parti. C'est là un signe aussi bien d'abnégation civique que de maturité politique, aussi, sommes-nous heureux de voir que notre propagande et action ont donné leurs fruits. »

Enfin, c'est au tour de Tahar Sfar, réclamé par l'assistance, de féliciter le congrès et de prononcer le dernier discours de la soirée : 
« Votre discipline, votre sens critique ont largement prouvé que le peuple tunisien, dont vous êtes les dignes représentants, est mûr pour une vie parlementaire, quoi qu'en disent nos détracteurs. C'est pourquoi vous voyez votre parti placer à la tête de ses revendications l'octroi à la Tunisie d'un gouvernement national responsable devant une chambre issue du peuple tunisien et n'ayant de compte à rendre qu'à lui. Pour l'obtention d'une telle revendication, nous œuvrerons de toutes nos énergies dussions-nous subir l'exil et la prison que forts de votre appui, sûrs de votre entier dévouement, tôt ou tard nous triompherons. Et nous aurons la partie saine et désintéressée du peuple de France avec nous, ce peuple de France qui ne nous connaît que par l'intermédiaire de représentants souvent imbus de préjugés au service de certains intérêts. S'il était possible au peuple de Tunisie d'entrer en contact étroit avec le peuple de France, nombre de malentendus seraient dissipés, nombre de difficultés seraient aplanies. Alors, nous connaissant mieux, plus rien ne nous empêcherait de nous entendre pour le bien de tous, dans le respect mutuel des droits de chacun. Au travail donc, dans l'ordre et la discipline. »

## Conséquences

### Mainmise de Bourguiba sur le parti
Malgré la fin du congrès favorable à Bourguiba, les deux tendances continuent à s'affronter, alors que la tension bat son fort en Algérie et au Maroc, où la répression fait rage. La ligne radicale adoptée par le parti a pour conséquence un durcissement des manifestations : Bourguiba, bénéficiant du soutien de Ben Slimane et Ben Youssef, y voit l'occasion rêvée de démontrer la force du parti. Ainsi, il appelle à une manifestation de solidarité pour le 20 novembre. El Materi s'y oppose, trouvant cette initiative provocatrice, et parvient à dissuader Bourguiba. Il accepte un compromis : aucune manifestation ne se tiendra le 20 novembre. À la place, il appelle à une grève générale par solidarité avec les mouvements nationalistes algériens et marocains mais, face à l'hostilité de la plupart des organisations syndicales et de la section modérée du Néo-Destour, le mouvement est un échec.

Pour répondre aux réticences de beaucoup de Tunisiens face à cette surenchère, Bourguiba utilise le talent de sa plume pour mobiliser les énergies hésitantes. Le 25 décembre, dans un article de L'Action tunisienne, il s'en prend pour la première fois à Armand Guillon qui avait été épargné jusque-là et ajoute : 
« Tout se passe comme si le gouvernement cherche maintenant la bagarre ; il la trouvera. Et il n'est pas dit que la prépondérance en sortira victorieuse… Le pays est donc décidé à la lutte. Il est prêt aussi à tous les sacrifices que cette lutte comporte. »
Ces rapports de forces amènent El Materi à démissionner, lors du conseil national qui se tient les 17 et 18 décembre et qui prend un ton plus radical que celui du congrès d'octobre. Le parti ne désire pas dévoiler publiquement ses divisions et refuse cette démission. Ce n'est que le 3 janvier qu'il accepte de démissionner pour « raisons de santé ». Avec le départ d'El Materi, Bourguiba approfondit sa domination sur le parti et décide notamment d'avoir la mainmise sur les organisations nationales importantes telle que la Confédération générale des travailleurs tunisiens. Ainsi, il convoque son chef, Belgacem Gnaoui, partisan de l'autonomie de l'organisation, auquel il impose illégalement la cession de la direction à Hédi Nouira. Le 29 janvier, les leaders syndicalistes cèdent leur place à un nouveau bureau confédéral, mené par Nouira, à travers des « élections » organisées lors du congrès. Bourguiba se fixe clairement comme politique que « qui n'est pas avec le Néo-Destour est contre lui », bien qu'il malmène les principes démocratiques auxquels il s'attache et défend.

### Durcissement du Néo-Destour
Le début de l'année 1938 est marqué par l'intensification des tensions au niveau mondial : Adolf Hitler annexe l'Autriche le 12 mars et se fait de plus en plus menaçant tandis que Benito Mussolini affirme ses volontés d'expansions territoriales, enhardi par son alliance avec Hitler. Dans ce contexte, la guerre est imminente et les revendications tunisiennes ne représentent pas l'une des priorités du gouvernement français. Dès lors, le Néo-Destour s'impatiente et ne tarde pas à avoir des alliés italiens, y voyant un moyen de disposer d'une carte supplémentaire contre la France. Celle-ci est déterminée à maintenir ses colonies dans l'éventualité d'un conflit imminent alors que les mouvements nationalistes s'agitent.
En Tunisie, les premiers affrontements ont lieu à Bizerte le 8 janvier 1938. Ce jour là, une manifestation néo-destourienne veut se rendre au contrôle civil de la ville pour protester contre l'expulsion vers l'Algérie du secrétaire de la cellule, Hassan Nouri. Débordés, les policiers tirent, tuant sept militants et en blessant une dizaine. Bourguiba décide alors de faire une tournée des cellules du pays pour stigmatiser la France et appeler à la révolte, dès la fin du mois de janvier et jusqu'en mars : afin de mobiliser ses troupes en perspective d'une répression annoncée comme imminente, il déclare à Bekalta : « Si le sang ne coule pas sur la terre tunisienne, jamais nous ne pourrons reprendre nos libertés ». À Sousse, il ajoute que « bientôt le grand jour arrivera où nous briserons les liens qui nous attachent à l'État oppresseur ». À Kalâa Kebira, il enchaîne : « Ceux qui tomberaient au champ d'honneur n'auraient fait que leur devoir de vrais musulmans ». Il lance même des appels au refus de l'impôt et de la conscription et exhorte ses partisans à répondre à la répression par la résistance et l'agitation,.
À la résidence, Armand Guillon, dont l'idéologie est libérale, tente de préserver le calme, bien qu'il condamne les propos « subversifs » de Bourguiba. Il tente alors d'organiser une entrevue entre un représentant néo-destourien et Albert Sarraut pour des négociations qui débutent le 10 mars. Ainsi, Bahri Guiga s'envole pour Paris mais le gouvernement français ne propose que des « réformettes » qui ne touchent rien d'essentiel. Devant le mécontentement de Guiga, Sarraut propose de négocier avec Bourguiba en personne, qu'il invite à Paris, à condition qu'il ne fasse aucune « déclaration intempestive ».
Mais la tension est à son comble à Tunis où les « Jeunes Turcs » font pression pour organiser un conseil national du parti, encouragés par Bourguiba. Le conseil, convoqué à la hâte, se tient le 13 mars et décide de passer à l'action directe contre la France : ils réclament la convocation d'un parlement tunisien, menacent d'organiser des manifestations de masse sur tout le territoire et appellent à la grève de l'impôt et du service militaire si leurs revendications ne sont pas satisfaites. La démission d'El Materi à laquelle s'ajoute l'absence de Guiga, parti en voyage, permet à Bourguiba de jouir d'une large majorité pour le vote de la rupture avec la France. Pour marquer sa désapprobation, Tahar Sfar démissionne du bureau politique. À Paris, Guiga reçoit des instructions de Bourguiba et Ben Slimane pour réclamer au gouvernement français la création d'un parlement tunisien. S'y opposant, Guiga envoie un télégramme à Tunis pour marquer son refus.

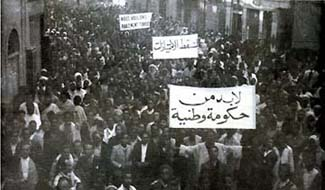
Foule de manifestants le 8 avril 1938.

Cependant, à Tunis, l'agitation est forte. Face à ces discours enflammés, les forces de police réagissent en multipliant les arrestations : Slimane Ben Slimane et Youssef Rouissi le 4 avril, Salah Ben Youssef, Hédi Nouira et Mahmoud Bourguiba le 6. Le 7, une délégation est envoyée à Hammam Lif pour demander à Ahmed II Bey la libération des prisonniers. Pour dénoncer ces arrestations, un appel à la grève générale est lancé pour le 8. L'atmosphère est tendue et, pour éviter les débordements, El Materi décide d'intervenir. L'imposant cortège se déploie dans tout Tunis et arrive sans incidents jusqu'à la résidence où il se disperse après que Guillon ait accepté de recevoir l'ancien président du Néo-Destour, dont il connaît la modération. Guillon annonce être prêt à s'entretenir avec une délégation néo-destourienne pour négocier le retour au calme, à la grande fureur de Bourguiba qui déclare à sa nièce : « Puisqu'il y n'y a pas eu de sang, nous n'avons rien fait. Il faut recommencer. Il faut que le sang coule pour qu'on parle de nous »,.
Un plan est élaboré avec certains responsables pour organiser une nouvelle manifestation, le 10 avril, où des barrages seraient installés dans les rues et gardés par des hommes armés. Bourguiba répond favorablement à la proposition du résident concernant la formation d'une délégation, à condition qu'elle soit formée par les dirigeants arrêtés les jours précédents. Face à cette requête, Guillon retire l'offre et les manifestations du 10 sont maintenues. Cependant, le 9 avril, Ali Belhouane comparaît devant le juge et ne tarde pas à avoir le soutien des militants qui s'entassent devant le tribunal. Les forces de l'ordre commencent d'abord par disperser la foule à coups de bâton pour frayer un passage à la voiture cellulaire qui doit emmener Belhouane. Rapidement, les manifestations se transforment en émeutes entre manifestants et forces de l'ordre. Les heurts sanglants s'arrêtent à 18 heures et se soldent par 22 morts et près de 150 blessés. Le résident général se rend auprès du bey et promulgue une loi instaurant l'état de siège à Tunis, Sousse et dans le cap Bon,.
Le lendemain, Bourguiba et Slim sont arrêtés et traduits, avec le reste des dirigeants du Néo-Destour, devant le tribunal militaire pour complot contre la sûreté de l'État. Bahri Guiga, quant à lui, est arrêté à Paris le 24 avril puis rapatrié à Tunis. Le Néo-Destour est dissous le 12 avril, ses locaux fermés, ses documents confisqués et la presse nationaliste suspendue. À l'aube de la guerre, Bourguiba et ses camarades sont accusés d'incitation à la guerre civile et de complot contre la sûreté intérieure de l'État. Ils risquent la peine de mort. Quant au parti, qui a gagné une place prépondérante sur la scène politique, il connaît une répression plus violente que celle de Peyrouton et entre dans la clandestinité.